# Liste der denkmalgeschützten Objekte in Volders
Die Liste der denkmalgeschützten Objekte in Volders enthält die 20 denkmalgeschützten, unbeweglichen Objekte der Tiroler Gemeinde Volders.

## Denkmäler
| Foto |                 | Denkmal                                                                                                 | Standort                                                                               | Beschreibung | Metadaten |
| ---- | --------------- | --- | -------------------------------------------------------------------------------------- | --- | --- |
| ja   | Datei hochladen | Hofkapelle, Auer-Kapelle HERIS-ID: 13435 Objekt-ID: 9621 TKK: 58696                                     | bei Großvolderbergstraße 22 Standort KG: Großvolderberg                                | Die hölzerne Kapelle unter Satteldach mit rechteckigem Betraum und querrechteckiger, nach außen vortretender Altarnische wurde inschriftlich 1792 erbaut. Das Innere wird von einer Holztonne mit hellblauer Ausmalung überwölbt und weist ein Holzgitter mit Rocailledekor auf. | BDA-Hist.: Q38178342 Status: Bescheid Stand der BDA-Liste: 2025-06-30 Name: Hofkapelle, Auer-Kapelle GstNr.: .41 Hofkapelle Auer (Volders)                                                           |
| ja   | Datei hochladen | Kapelle hll. Cosmas und Damian HERIS-ID: 40341 Objekt-ID: 40267 TKK: 58612                              | Kalkofenweg 4a Standort KG: Großvolderberg                                             | Die Kapelle in Volderwildbad wurde vermutlich nach Plänen von Hippolyt Guarinoni zwischen 1625 und 1660 errichtet. Der frühbarocke ovale Zentralbau unter Kegeldach weist eine walmgedeckte offene Vorhalle auf toskanischen Säulen und einen Rundturm mit Haube und Laterne auf. Die Fassaden sind durch längliche vierpassförmige Blendfelder gegliedert. Das Innere ist mit Pilastern unter einem umlaufenden, verkröpften Gesims gegliedert. Die Decken- und Wandmalerei von 1672 zeigt Christus und die zwölf Apostel sowie den hl. Georg. | BDA-Hist.: Q37994268 Status: Bescheid Stand der BDA-Liste: 2025-06-30 Name: Kapelle hll. Cosmas und Damian GstNr.: .67 Kapelle Hll. Cosmas und Damian, Volders                                       |
| ja   | Datei hochladen | Anlage Kriegerfriedhof HERIS-ID: 110717 Objekt-ID: 128438 TKK: 58685, 58686, 58684                      | Kleinvolderbergstraße Standort KG: Kleinvolderberg                                     | Auf dem Friedhof am Tummelplatz, der vom fallweise als Lazarett dienenden Servitenkloster genutzt wurde, wurden Gefallene der napoleonischen Kriege 1797–1809 beerdigt. 1891–1892 wurde eine Lourdeskapelle errichtet, 1946 ein Barbarabildstock. | BDA-Hist.: Q37820364 Status: § 2a Stand der BDA-Liste: 2025-06-30 Name: Anlage Kriegerfriedhof GstNr.: 81 Kriegerfriedhof Volders                                                                    |
| ja   | Datei hochladen | Bauernhof Fieger, ehem. Friedberger Maierhof HERIS-ID: 40342 Objekt-ID: 40268 TKK: 58644seit 2022       | Kleinvolderbergstraße 12 Standort KG: Kleinvolderberg                                  | Der Paarhof mit seinen Nebengebäuden ist ein ehemaliger Meierhof von Burg Friedberg und hat einen Baukern aus dem 16. Jahrhundert. Das zweigeschoßige, gemauerte Wohngebäude mit fünfachsigen Fassaden, abgefasten Korbbogenportalen an West- und Ostseite, einem dreiseitigen Erker an der Westfassade und Bundwerkgiebel (inschriftlich 1755) wird mit einem allseits vorkragendem, flachen Satteldach abgeschlossen. Zum Teil sind noch oben gekehlte Fensterlaibungen erhalten, die teils noch gedrehte Gitterstäbe in den Öffnungen haben. Die Innenerschließung erfolgt über einen durchgängigen Mittelflurgrundriss, im Keller Gewölbe. Anmerkung: Per 2022 wurden das Wirtschaftsgebäude und ein nicht mehr existierender Kleintierstall in das Denkmalobjekt einbezogen, dieses Gemeinschaftsobjekt hatte eine andere Inventarnummer. 2025 wurde wieder zwischen Wohngebäude und Wirtschaftshof getrennt. | BDA-Hist.: Q37994279 Status: Bescheid Stand der BDA-Liste: 2025-06-30 Name: Bauernhof Fieger, ehem. Friedberger Maierhof GstNr.: .2                                                                  |
| BW   | Datei hochladen | Wirtschaftsgebäude HERIS-ID: 110229 TKK: 58645seit 2025                                                 | Kleinvolderbergstraße 12a Standort KG: Kleinvolderberg                                 | Das Wirtschaftsgebäude mit seinem gemauerten Stallgeschoß und einem Stadelaufbau in Ständerbauweise, mit Bundwerkgiebel und flachem, allseits weit vorkragenden Satteldach wurde um 1755 erbaut, Umbauten erfolgten im 20. Jahrhundert. | BDA-Hist.: Q135183783 Status: Bescheid Stand der BDA-Liste: 2025-06-30 Name: Wirtschaftsgebäude GstNr.: .43                                                                                          |
| ja   | Datei hochladen | Burg Friedberg HERIS-ID: 40345 Objekt-ID: 40271 TKK: 58722                                              | Kleinvolderbergstraße 14 Standort KG: Kleinvolderberg                                  | Die Burg auf einer Erhebung über dem Inntal wurde um 1230 von den Grafen von Andechs errichtet. Unter den Fiegern, die 1491 mit der Burg belehnt wurden, wurde sie ausgebaut und der Bergfried erhöht. 1845 gelangte die Burg in den Besitz der Grafen Trapp und wurde 1847–1854 renoviert. Die verschiedenen Gebäude der Burg gruppieren sich um einen Innenhof mit Arkaden und Brunnen, die Anlage wird vom wuchtigen Bergfried dominiert. Der Rittersaal weist ein 1968 freigelegtes, über alle vier Wände laufendes Fresko auf, das um 1510 geschaffen wurde. Die dem hl. Bartholomäus geweihte Burgkapelle wurde 1469 erstmals erwähnt und Anfang des 16. Jahrhunderts im spätgotischen Stil umgebaut. | BDA-Hist.: Q14545641 Status: Bescheid Stand der BDA-Liste: 2025-06-30 Name: Burg Friedberg GstNr.: .1 Schloss Friedberg (Tirol)                                                                      |
| ja   | Datei hochladen | Ehem. Ansitz Hauzenheim, Stachelburg, Kernbau HERIS-ID: 106197 Objekt-ID: 123309 TKK: 58655seit 2012    | Volderwaldstraße 6 Standort KG: Kleinvolderberg                                        | Der erste gesicherte Besitzer des Ansitzes Hauzenheim wurde 1341 erwähnt. Das Gut wurde mehrmals geteilt und 1603 von Ernst von Stachelburg erworben. Nach weiteren Besitzwechseln und Verwendung als Lazarett in den Koalitionskriegen kaufte der Katholische Verein der Kinderfreunde von Salzburg 1889 den Ansitz und errichtete ein Heim für Waisenknaben, das 1939 an das Land Tirol überging. Der am Hang westlich von Volders gelegene historisch bedeutende Ansitz hat sein mittelalterliches Erscheinungsbild, Gewölbe im Keller und Erdgeschoß sowie weitere bemerkenswerte Baudetails im Inneren und Äußeren erhalten. | BDA-Hist.: Q16054402 Status: Bescheid Stand der BDA-Liste: 2025-06-30 Name: Ehem. Ansitz Hauzenheim, Stachelburg, Kernbau GstNr.: .21 Stachelburg                                                    |
| ja   | Datei hochladen | Harbhaus HERIS-ID: 112058 Objekt-ID: 130109 TKK: 58620seit 2013                                         | Bahnhofstraße 2b Standort KG: Volders                                                  | Nach der Zerstörung der Burg Schönweer wurde nach 1800 in der Südwestecke des Grundstückes ein neues Wohngebäude errichtet. Das zweigeschoßige Haus weist ein geschmiegtes Mansarddach mit Krüppelwalm über Hohlkehle und geputzte Eckquaderketten auf. Es ist giebelseitig mit einem Mittelflurgrundriss erschlossen. Im Inneren haben sich in verschiedenen Räumen einfache Stuckleisten erhalten. | BDA-Hist.: Q37828309 Status: § 57-Mandatsbescheid Stand der BDA-Liste: 2025-06-30 Name: Harbhaus GstNr.: 24                                                                                          |
| ja   | Datei hochladen | Wegkreuz HERIS-ID: 109255 Objekt-ID: 126845 TKK: 58672                                                  | Bahnhofstraße Standort KG: Volders                                                     | Das Wegkreuz im Bretterkasten aus der zweiten Hälfte des 18. Jahrhunderts ist in typischer Rokokomanier gestaltet und weist einen Corpus im Dreinageltypus mit dreiteiligem Strahlenkranz, einzeiligem Titulus und geschlungenem, rechts geknotetem Lendentuch auf. | BDA-Hist.: Q37814466 Status: § 2a Stand der BDA-Liste: 2025-06-30 Name: Wegkreuz GstNr.: 38/2 |
| ja   | Datei hochladen | Gemeindeamt HERIS-ID: 109205 Objekt-ID: 126794 TKK: 58742                                               | Bundesstraße 23 Standort KG: Volders                                                   | Der dreigeschoßige Bau, der das Gemeindeamt und das Gerätehaus der Freiwilligen Feuerwehr beherbergt, wurde in den 1950er Jahren errichtet. Die Fassade ist durch einen über zwei Geschoße reichenden Erker und einfache gemalte Fensterfaschen gegliedert. Die Reliefdarstellung des hl. Florian wurde 1956 von Emmerich Kerle geschaffen, der Erkerschmuck im selben Jahr von Max Spielmann. | BDA-Hist.: Q37814372 Status: § 2a Stand der BDA-Liste: 2025-06-30 Name: Gemeindeamt GstNr.: .163 |
| ja   | Datei hochladen | Reste der Burg Schönweer mit Umfassungsmauern HERIS-ID: 66488 Objekt-ID: 79371 TKK: 58620               | Bundesstraße 26 Standort KG: Volders                                                   | In der Mitte des heute unverbauten Grundstückes nordwestlich der Pfarrkirche stand ursprünglich eine ins 13. Jahrhundert zurückgehende ansehnliche Wasserburg. Sie wurde 1747 durch Blitzschlag zerstört und 1804 vollständig abgebrochen. Von 1568 bis 1689 war die Burg im Besitz der Freiherren Schurff, die nach ihr das Prädikat „von Schönwerth“ führten. Erhalten hat sich die mit drei Rondellen besetzte Ringmauer, die das Gelände umgibt. In der Südwestecke wurde nach 1800 ein neues Wohngebäude errichtet. | BDA-Hist.: Q38113078 Status: Bescheid Stand der BDA-Liste: 2025-06-30 Name: Reste der Burg Schönweer mit Umfassungsmauern GstNr.: 23/1, 23/9, 23/11, 26/1, 26/2, 27, 24, 23/17, 23/12 Burg Schönweer |
| ja   | Datei hochladen | Rätische Siedlung Himmelreich HERIS-ID: 96040 Objekt-ID: 111488 TKK:                                    | bei Jagerbichl 28, südlich der B 171 zwischen Volders und Wattens Standort KG: Volders | Eine durch Palisaden erhöhte Befestigungsmauer umgibt ein burgartiges Gehöft aus dem 4. bis 5. Jahrhundert vor Christus. | BDA-Hist.: Q37767316 Status: § 2a Stand der BDA-Liste: 2025-06-30 Name: Rätische Siedlung Himmelreich GstNr.: 851/1 Freilichtmuseum Himmelreich                                                      |
| ja   | Datei hochladen | Kath. Pfarrkirche hl. Johannes d. T. und ehem. Friedhof HERIS-ID: 55995 Objekt-ID: 64935 TKK: 58606     | bei Kirchgasse 1 Standort KG: Volders                                                  | Die 1253 erstmals erwähnte Kirche wurde von 1437 bis 1512 im gotischen Stil neu gebaut und von 1962 bis 1965 nach Plänen von Clemens Holzmeister Richtung Westen erweitert. | BDA-Hist.: Q24505214 Status: § 2a Stand der BDA-Liste: 2025-06-30 Name: Kath. Pfarrkirche hl. Johannes d. T. und ehem. Friedhof GstNr.: 60, .29 Pfarrkirche Volders                                  |
| ja   | Datei hochladen | Widum HERIS-ID: 55994 Objekt-ID: 64934 TKK: 58609                                                       | Kirchgasse 1 Standort KG: Volders                                                      | Das Widum wurde 1354 erstmals urkundlich erwähnt, die heutige Anlage stammt vom Anfang des 19. Jahrhunderts. Das zweigeschoßige Gebäude südlich der Kirche weist ein geschmiegtes, giebelseitig abgewalmtes Mansardendach über einer breit überhängenden Hohlkehle und einen giebelseitigen Obergeschoßerker auf. Im Inneren hat sich im Obergeschoß eine einfache, fünffach profilierte Stuckdecke aus der Erbauungszeit erhalten. | BDA-Hist.: Q38069320 Status: § 2a Stand der BDA-Liste: 2025-06-30 Name: Widum GstNr.: .30 |
| ja   | Datei hochladen | Schaffer-Villa mit Rundturm und Garteneinfriedung HERIS-ID: 98252 Objekt-ID: 114152 TKK: 58626seit 2012 | Kleinvolderbergstraße 6 Standort KG: Volders                                           | Die zweigeschoßige Heimatstilvilla mit Walmdach wurde 1905/06 als Sommersitz errichtet. Die Fassaden sind durch Eckerker, verschiedene Fensterformen, Putzfaschen, Obergeschoß- und Dachgeschoßsöller gegliedert an der Süd- und Westseite befinden sich geschwungene Hausteinportale, über dem Westeingang ein neugotisches, polychromes Relief der Kreuzigung Christi. Im Inneren haben sich zahlreiche originale Ausstattungsdetails erhalten. Zum Anwesen gehören weiters ein steinernes, rundbogig geschlossenes und abgefastes Gartenportal, ein steinerner Rundturm, ein Marmorbrunnen mit Wappen sowie ein Brecciebildstock mit einer Skulptur des hl. Florian. | BDA-Hist.: Q37771731 Status: Bescheid Stand der BDA-Liste: 2025-06-30 Name: Schaffer-Villa mit Rundturm und Garteneinfriedung GstNr.: 138/3                                                          |
| ja   | Datei hochladen | Bauernhaus, Kröllnhof HERIS-ID: 40343 Objekt-ID: 40269 TKK: 58615                                       | Kröllnweg 2 Standort KG: Volders                                                       | Der zweigeschoßige Einhof mit gemauertem Erdgeschoß, in Blockbauweise gezimmertem Obergeschoß, Bundwerkgiebel und Satteldach stammt im Kern aus der Zeit um 1500. Bis 1802 war er im Besitz der Zimmermeisterfamilie Harb, die auch um 1781 einen Umbau durchführte. An zwei Seiten befindet sich ein umlaufender Obergeschoßsöller und kleiner Giebelsöller. Im giebelseitig über einen Mittelflurgrundriss erschlossenen Inneren haben sich qualitätvolle Baudetails wie ein stichkappengewölbter Keller und eine getäfelte Stube von 1781 erhalten. | BDA-Hist.: Q37994287 Status: Bescheid Stand der BDA-Liste: 2025-06-30 Name: Bauernhaus, Kröllnhof GstNr.: 1152/2                                                                                     |
| ja   | Datei hochladen | Schloss Aschach HERIS-ID: 40344 Objekt-ID: 40270 TKK: 58614                                             | Schloss-Aschach-Weg 4 Standort KG: Volders                                             | Der Ansitz wurde urkundlich 1334 als Sitz der Edlen von Volders genannt. Er besteht aus einem Wohnturm aus dem 14. Jahrhundert im Süden, der um 1580 durch einen Zubau im Norden erweitert und um 1590 mit Quadermalerei versehen wurde. Der Zubau wird Alberto und Giovanni Lucchese zugeschrieben. Beide Bauteile sind über einen gemeinsamen Treppenturm erschlossen, der Ende des 17. Jahrhunderts erhöht wurde. Im Inneren haben sich Baudetails aus der Erbauungszeit erhalten. | BDA-Hist.: Q16102010 Status: Bescheid Stand der BDA-Liste: 2025-06-30 Name: Schloss Aschach GstNr.: .88, .87 Schloss Aschach (Tirol)                                                                 |
| ja   | Datei hochladen | Servitenkloster HERIS-ID: 40347 Objekt-ID: 40273 TKK: 58611                                             | Volderwaldstraße 3 Standort KG: Volders                                                | Das Servitenkloster wurde zur Betreuung der Karlskirche gestiftet und 1692–1698 erbaut. Der zwei- bis dreigeschoßige Bau um einen rechteckigen Innenhof ist mit einem geschmiegten Walmdach gedeckt. Die Fassaden sind sparsam durch Gutgesimse, Eckquaderung und geohrte Fensterfaschen gegliedert. Im Inneren haben sich mehrere Räume mit Stuck aus der Erbauungszeit erhalten. | BDA-Hist.: Q63986646 Status: § 2a Stand der BDA-Liste: 2025-06-30 Name: Servitenkloster GstNr.: .64, 156, 161/1, 1208                                                                                |
| ja   | Datei hochladen | Stiftskirche hl. Karl Borromäus HERIS-ID: 105756 Objekt-ID: 122788 TKK: 22829                           | nördlich Volderwaldstraße 3 Standort KG: Volders                                       | Die Karlskirche wurde 1620 von Hippolyt Guarinoni gestiftet und entworfen und 1654 geweiht. Es handelt sich um den ersten barocken Zentralbaus Nordtirols mit einem überragenden, mittleren Rundkuppelraum, drei Halbkuppelräumen und im Westen einem rechteckigen Vorjoch. An der Ostapsis schließt der Turm mit kreisrundem Kern und halbrunden Ausladungen an. 1697 und 1710 wurden die beiden Kapellen links und rechts der Vorhalle angebaut. Im Inneren ist die originale, von Guarinoni entworfene Renaissance-Stuckdekoration nur noch in Resten erhalten. Bei einer umfassende Innenerneuerung 1766/67 schuf Martin Knoller das mächtige Kuppelfresko Apotheose des hl. Karl Borromäus sowie weitere Szenen aus dem Leben des Heiligen. | BDA-Hist.: Q24525617 Status: § 2a Stand der BDA-Liste: 2025-06-30 Name: Stiftskirche hl. Karl Borromäus GstNr.: .65 Karlskirche, Volders                                                             |
| ja   | Datei hochladen | Badeanlage, Schwimmbad Wattens HERIS-ID: 109432 TKK: 58898seit 2024                                     | Dr.-Karl-Stainer-Straße 32 Standort KG: Wattens, Volders                               | Die Badeanlage liegt zum Großteil in der Gemeinde Wattens, Beschreibung siehe dort. | BDA-Hist.: Q126122410 Status: Bescheid Stand der BDA-Liste: 2025-06-30 Name: Badeanlage, Schwimmbad Wattens GstNr.: .271, 1358, .725 Freibad, Wattens                                                |